# Kevin Omondi
Kevin Omondi là một cầu thủ bóng đá người Kenya thi đấu cho Chemelil Sugar ở Tusker Premier League. Trước đó anh thi đấu cho Karuturi Sports.